# Szathmáry Dániel
Szathmáry Dániel (Marosvásárhely, 1808. – Tiszaföldvár, 1848. július 28.) színész, Farkas Lujza férje.

## Életútja
1831-ben Budán szerepelt, 1836–1843 között Győrött lépett színpadra. Több kisebb dunántúli vándortársultnak is tagja volt. 1843-ban a pozsonyi országgyűlési társulatában játszott. Karakterszerepekben láthatta a közönség. 1848 elején Makón szerepelt, Mátray Istvánnál, ekkor Károly fiával együtt honvédnak álltak. A makói zászlóaljjal Szegedre mentek, ahol káplárként a Szökött katonában lépett fel utoljára a nótárius szerepében. Tiszaföldvárnál ágyúgolyó ejtett rajta sebet, földre rogyott, bajtársai egy kas nélküli parasztszekéren vitték kórházba. Súlyos vérveszteség következtében azonban másnap délutánra elhunyt. Utolsó mondatai voltak: Szegény nőm s gyermekeim! Írjátok meg nekik halálomat!

## Fontosabb szerepei
- Kacsa Márton (Fáy A.: Régi pénzek)
- Ibrahim basa (Szigligeti Ede: Nagyidai cigányok)
- Gémesi (Szigligeti Ede: A szökött katona)